# Шелагін Євген Євгенович
Євген Євгенович Шелагін (нар. 1910, Санкт-Петербург, Російська імперія — пом. 31 грудня 1942, поблизу Міллерово, Ростовська область, СРСР) — радянський футболіст, нападник. Рекордсмен чемпіонатів СРСР за кількістю м'ячів забитих в одному матчі.

## Біографія
В дванадцять років був прийнятий до спортивної школи ленінградського «Динамо». На рівні команд майстрів виступав за ленінградські «Динамо», «Спартак», «Зеніт», смоленський БЧА і московський ЦБЧА. В елітній лізі чемпіонату СРСР провів 40 ігор, забив 14 м'ячів. Захищав кольори збірної Ленінграда. 16 червня 1938 року став першим футболістом, який забив 5 м'ячів в одному матчі чемпіонату СРСР. У підсумку його «Спартак» здобув перемогу над московським «Буревісником» з рахунком 6:0. Це досягнення так і залишилося неперевершеним в історії чемпіонатів СРСР.
На початку Німецько-радянської війни був евакуйований до Казані, разом з іншими футболістами ленінградського «Зеніта». Працював на оптичному заводі. Після мобілізації був направлений в 110-ту танкову бригаду 18-го танкового корпусу. Учасник Сталінградської стратегічної наступальної операції. Водій-механік Євген Шелагін згорів у танку поблизу міста Міллерово Ростовської області 31 грудня 1942 року.
Двоє його братів також були футболістами. Старший, Борис — виступав за ленінградські «Меркур» (1922—1923), «Спартак» (1924—1926), «Червону зорю» (1927—1929), «Динамо» (1930—1933, 1935—1938) і смоленський БЧА (1934—1935). У чемпіонаті групи «А» провів 4 матчі, у кубку СРСР — 3 матчі, 1 гол. Під час війни залишився в Ленінграді, помер у першу блокадну зиму.
Молодший, Валентин — виступав за «Червону зорю» (1929—1932), «Спартак» (1933—1935), «Динамо» (1936), ДОЛІФК (1937) і «Зеніт» (1938—1940). У чемпіонаті групи «А» провів 60 матчів (19 голів), у кубку СРСР — 10 матчів (3 голи). Молодший лейтенант, командир взводу 172-го стрілецького полку 13-ї стрілецької дивізії, Валентин Шелагін зник безвісти 1 березня 1942 року, під час боїв поблизу міста Урицька Ленінградської області.
В 30-х роках статистика чемпіонатів СРСР майже не велася і після війни, про досягнення Євгена Шелагіна забули. Статус-кво вдалося поновити, у другій половині 60-х років, завдяки зусиллям його дружини Ольги Василівни, Костянтина Єсеніна і ленінградського футбольного статистика Костянтина Баришникова.
Список гравців, які забивали в одному матчі чемпіонату СРСР по 5 голів:
| № | Гравець           | Дата       | Команда      | Рахунок | Суперник       |
| - | ----------------- | ---------- | ------------ | ------- | -------------- |
| 1 | Євген Шелагін     | 16.06.1938 | «Спартак» Лд | 6:0     | «Буревісник» М |
| 2 | Ілля Датунашвілі  | 22.09.1966 | «Динамо» Тб  | 5:0     | «Арарат»       |
| 3 | Георгій Гавашелі  | 12.11.1968 | «Динамо» Тб  | 7:2     | «Крила Рад» Кб |
| 4 | Микола Васильєв   | 06.11.1979 | «Торпедо» М  | 6:2     | «Пахтакор»     |
| 5 | Валерій Масалітін | 06.09.1990 | ЦСКА         | 7:0     | «Ротор»        |
| 6 | Ігор Коливанов    | 05.10.1991 | «Динамо» М   | 6:2     | «Дніпро»       |